# Красна Поляна (Давлекановський район)
Кра́сна Поля́на (рос. Красная Поляна, башк. Красная Поляна) — присілок у складі Давлекановського району Башкортостану, Росія. Входить до складу Мікяшевської сільської ради.
2004 року присілок був переданий до складу сільради зі складу Сергіопольської сільради.
Населення — 66 осіб (2010; 78 в 2002).
Національний склад:
- росіяни — 69 %